# Земляные голуби (Geotrygon)
Земляные голуби, или перепелиные горлицы (лат. Geotrygon) — род птиц семейства голубиных.
Мелкие наземные птицы.
Распространены в Южной и Центральной Америке, на Антильских островах.

## Виды
В состав рода включают 9 видов:
- Geotrygon purpurata
- Geotrygon saphirina — сапфировый земляной голубь
- Geotrygon versicolor — широкохохлый земляной голубь
- Geotrygon montana — красный земляной голубь
- Geotrygon violacea — фиолетовый земляной голубь
- Geotrygon caniceps — сероголовый земляной голубь
- Geotrygon leucometopia
- Geotrygon chrysia — блестящий земляной голубь
- Geotrygon mystacea — пёстрый земляной голубь

Верагуанский земляной голубь (Leptotrygon veraguensis), которого ранее относили к этому роду, был выделен в отдельный род Leptotrygon в 2013 году.

## Иллюстрации

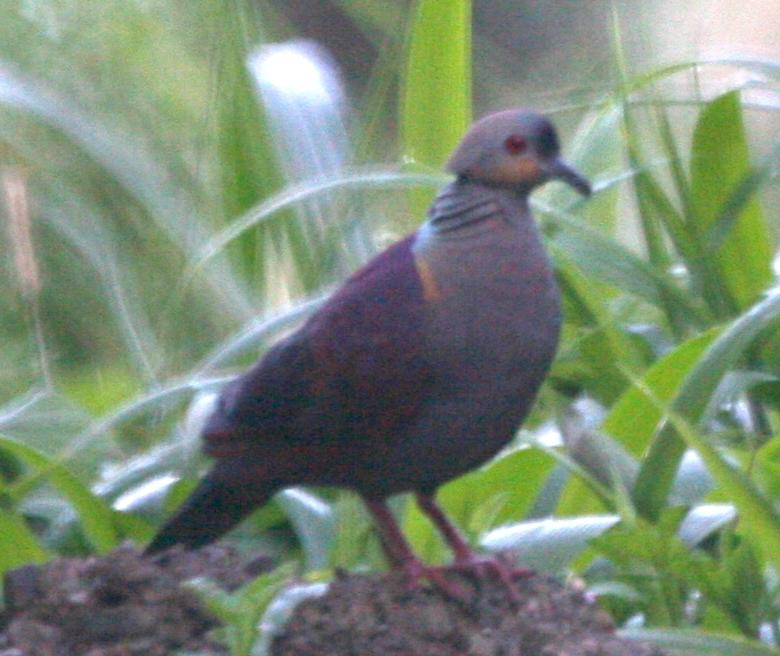
широкохохлый земляной голубь
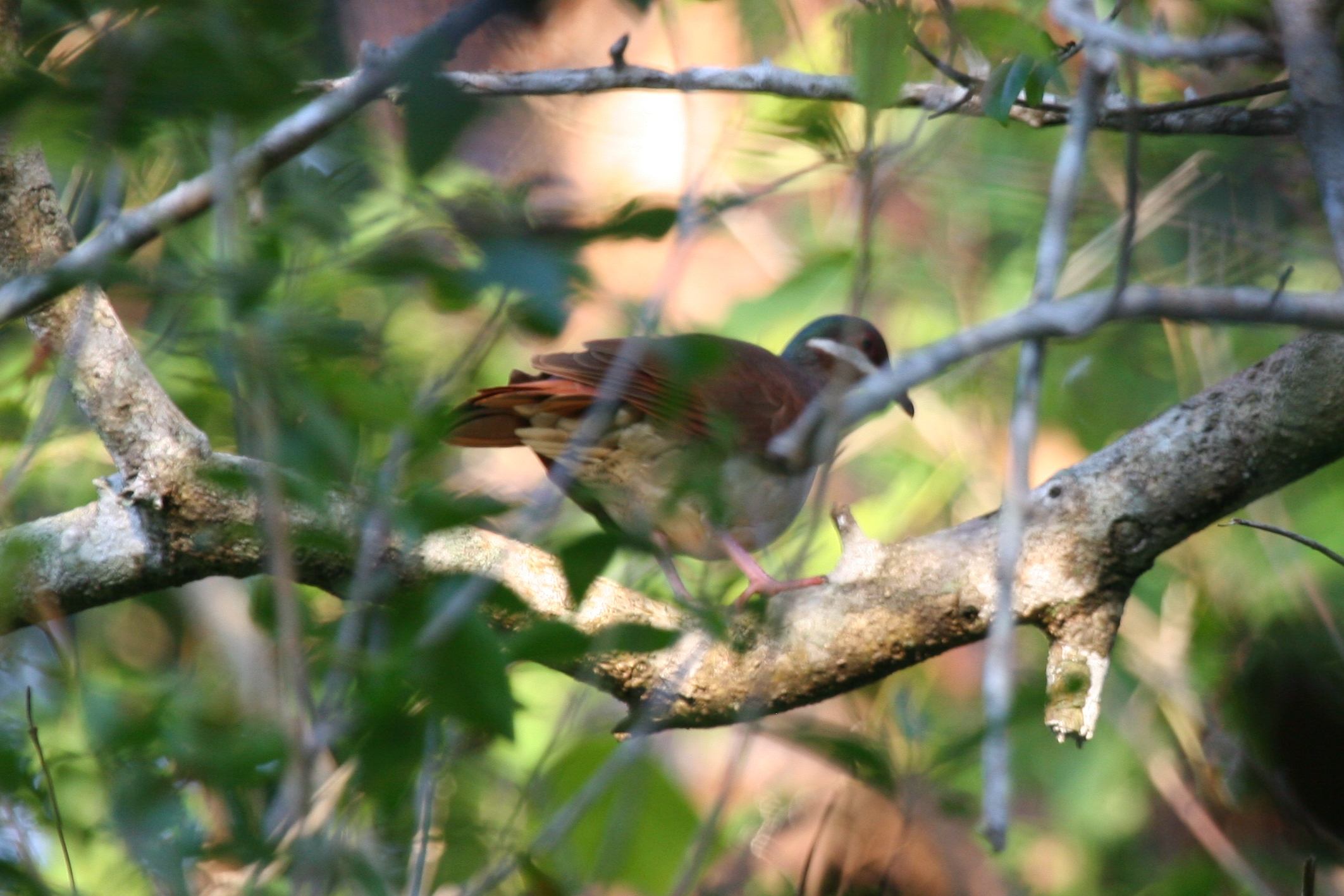
блестящий земляной голубь